# Leškova Hůrka
Osada Leškova Hůrka je jednou ze ZSJ městečka Seč. Osada se nalézá asi 2 km jihozápadně od městečka Seč.
Osada v letech 1869 - 1930 pod názvem Lešková Hůrka spadala pod obec Hoješín v okr. Chotěboř, od té doby spadá pod městečko Seč.

## Galerie

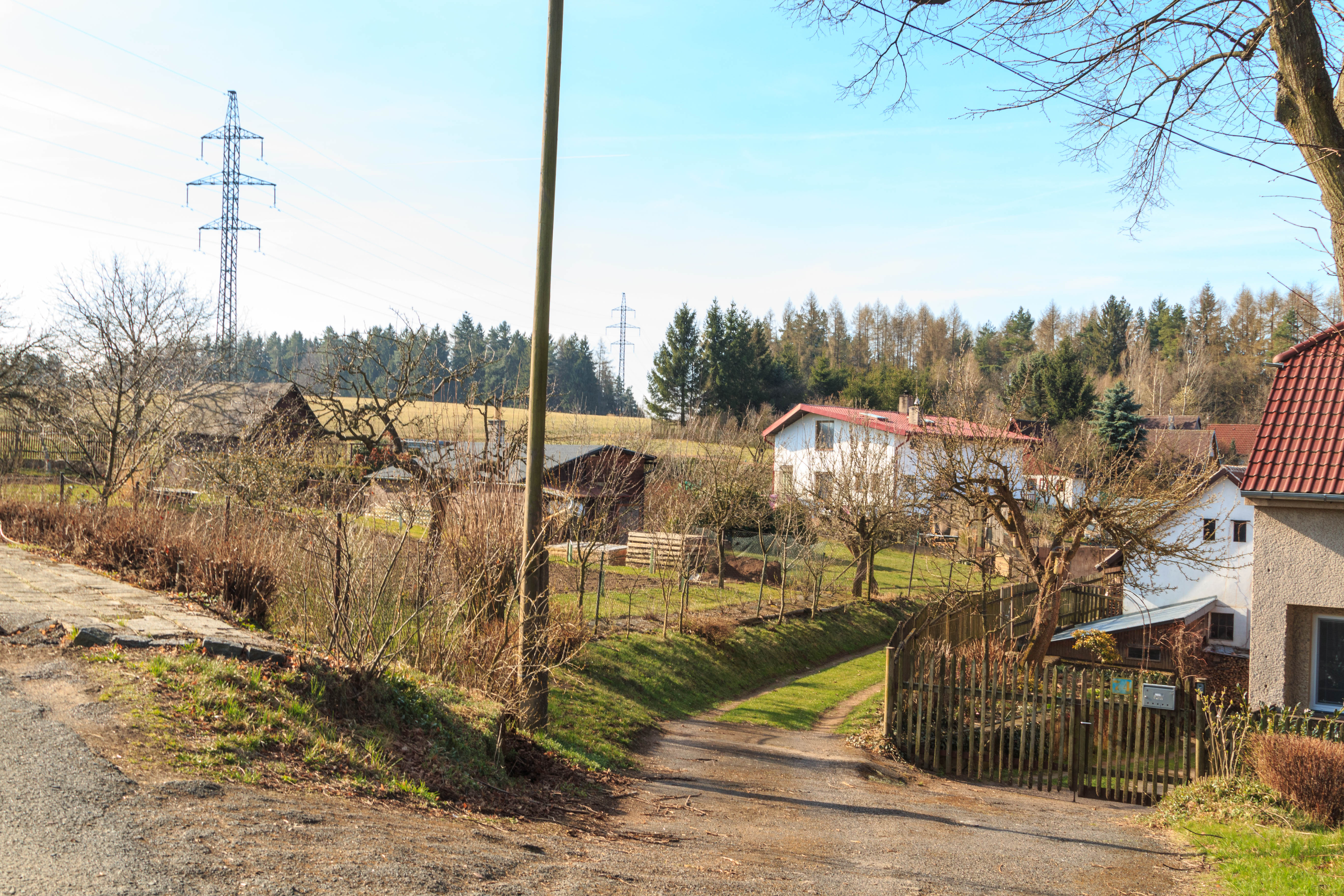
Leškova hůrka - dům čp. 75
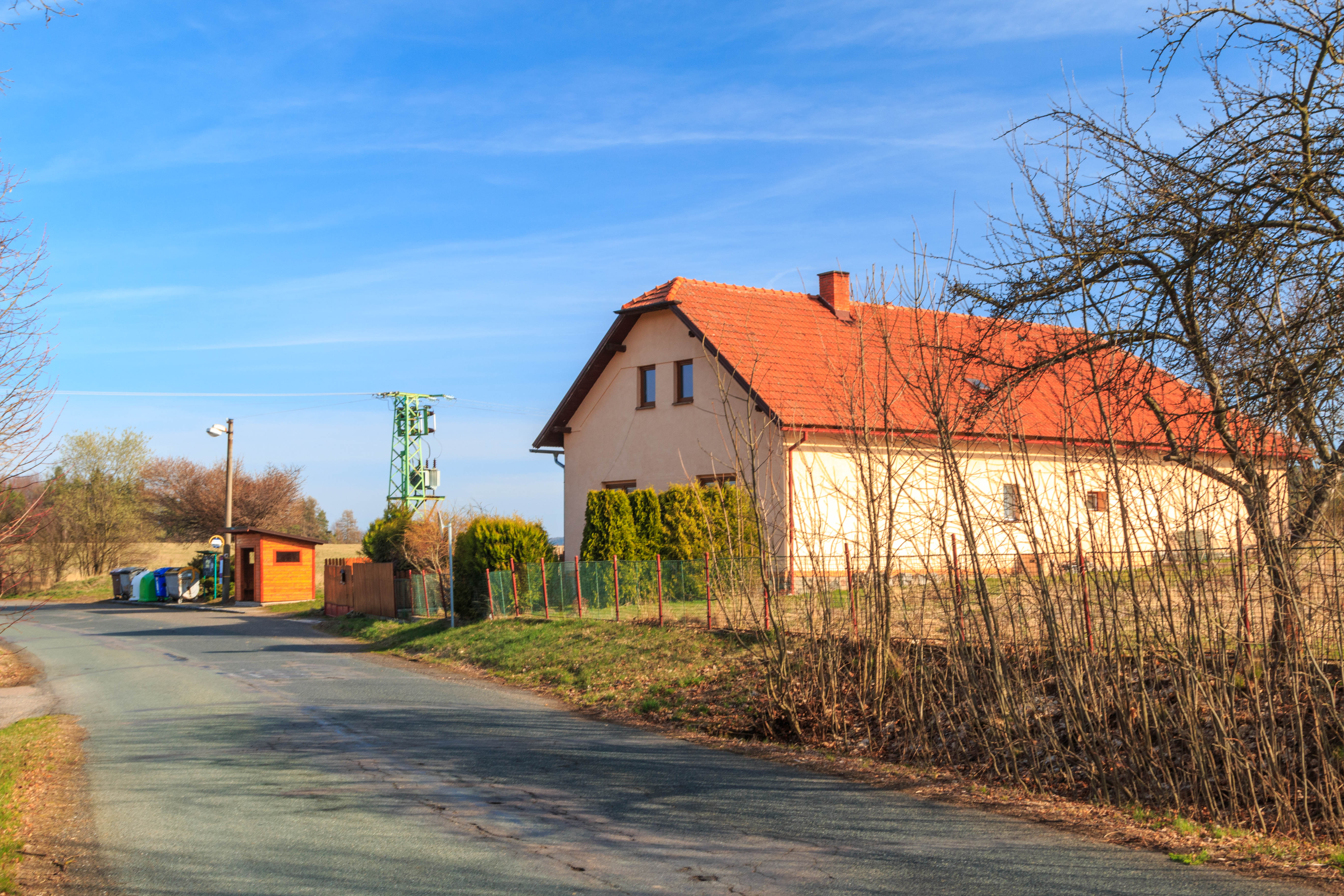
Leškova hůrka - dům čp. 90
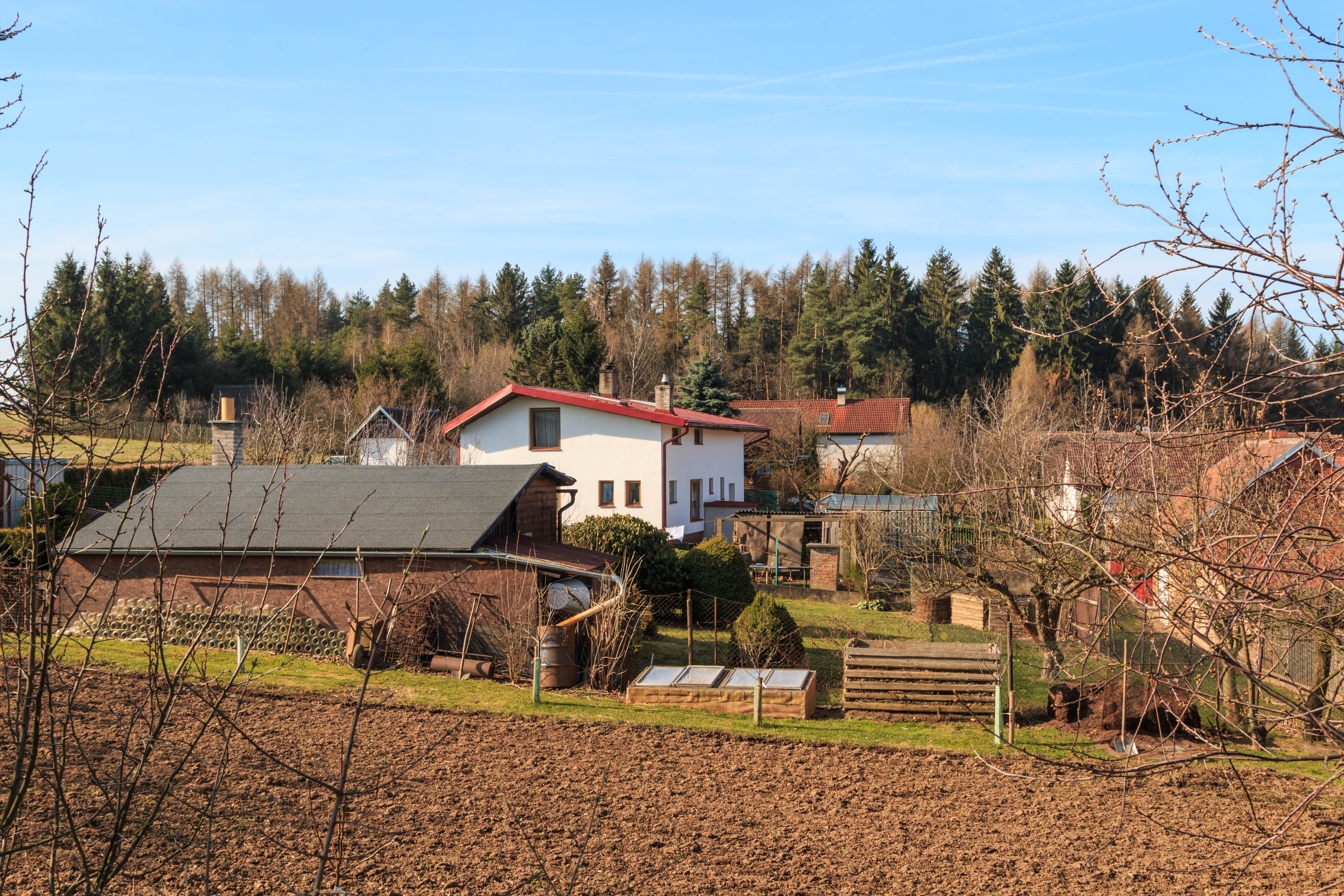
Leškova hůrka
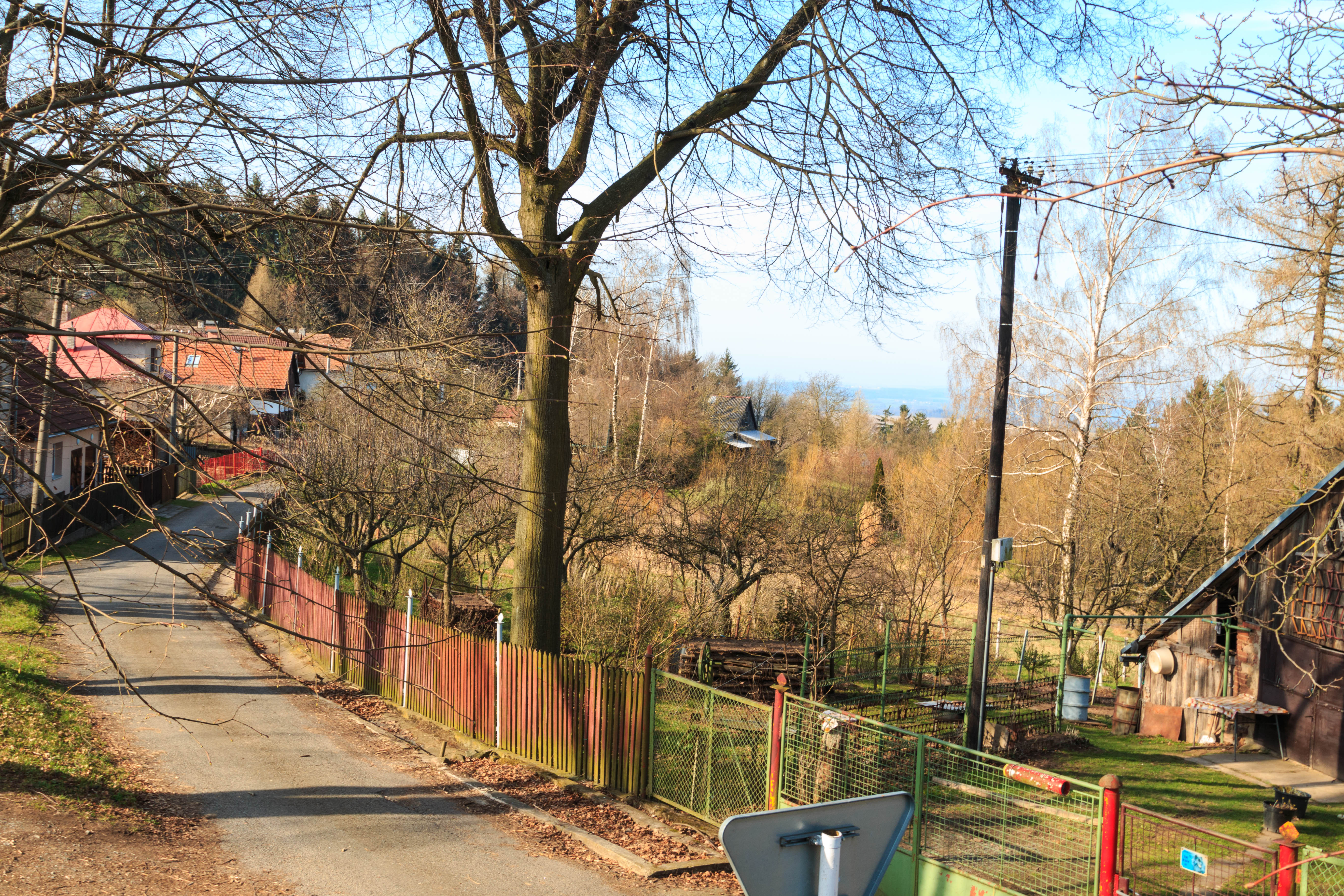
Leškova hůrka - u křižovatky